# Lexikológia
A lexikológia vagy szókészlettan a nyelvészet, szűkebben a szemantika azon ága, amely egy bizonyos nyelv szókészletét tanulmányozza. Ez a tanulmányozás egyrészt a nyelv többi aspektusaival (fonológiai és nyelvtani rendszerével), másrészt nyelven kívüli (társadalmi, kulturális és pszichológiai) tényezőkkel kapcsolatban történik.

## Lexikológia és lexikográfia
A lexikológia megjelenése kötődik a lexikográfiához, vagyis a szótárírás tudományához, amely jóval megelőzte. Amikor megjelent a lexikológia, a két tudományág területe összemosódott, és a lexikológia és lexikográfia terminusokat gyakran szinonimáknak tartották. A lexikológia csak a 20. század elején kezdett önálló tudományág lenni, Ferdinand de Saussure munkássága révén. Ő látta úgy, hogy a szó viszonyok rendszerének, a szókészletnek mint szerkezetnek a részvevője, és hogy szintagmatikus és paradigmatikus kapcsolatai keretében kell tanulmányozni.
Bár a lexikológia és a lexikográfia közötti viszony nem szükségszerűen szoros, az előbbi eredményeit rögzítheti az utóbbi.

## A lexikológia szinkrón nézetben
A lexikológia egyik aspektusa szinkrón jellegű. Ennek nézetében a nyelv aktuális állapotában írja le a szókészletet: egységeinek belső összefüggéseit, rétegződését, a szóalkotás módszereit, a lexikai szinonímiát és poliszémiát stb. A szinkrón szempontú lexikológia kapcsolatban áll a szociológiával, a pszichológiával és a kultúrával általában.
A szinkrón lexikológia teréhez tartozik a szavak osztályozása társadalmi fontosságuk szempontjából (alapszókészlet és kiegészítő szókészlet), valamint egyéni használatukéból: aktív és passzív szókészlet.
A szinkrón lexikológia foglalkozik a szókészlettel mint rendszerrel is, amelyben a szavak több szempontból alkotnak csoportokat.
Jelentésük szerint többféle szempontból kapcsolódnak egymáshoz szavak:
- szinonimákként: szalad, rohan, száguld, vágtat;
- antonimákként, azaz ellentétes jelentésűekként: nagy, kicsi;
- asszociatív viszonyban állókként: ebéd, étterem, dél, menza, leves, hús, íztelen, főz, eszik, éhes, kopog a szeme;
- egymáshoz viszonyítva mellé-, fölé- vagy alárendelt fogalmakat megnevező szavak csoportjaiként: virág (fölérendelt), rózsa, viola, tulipán (egymás mellérendeltjei és a virág alárendeltjei).

Szóképzés és szóösszetétel útján alkotott szavak szócsaládokba csoportosulnak (pl. vér, véres, vértelen, vérzik, vérpiros). Ezek a jelenségek az alaktan tárgyát képezik, de a lexikológiáét is, mivel a szókészlet belső keletkezésű szavakkal való gyarapítását szolgálják.
Mivel földrajztudományilag és társadalmilag a nyelv nem egészen egységes, és ebben elsősorban a szavak játszanak szerepet, a szinkrón lexikológia azzal is foglalkozik, hogy megállapítsa, mely szavak jellemzőek a különféle nyelvváltozatokra:
- területi változatok: nyelvjárások, területi köznyelvek;
- társadalmi változatok: csoportnyelvek, rétegnyelvek, szaknyelvek;
- köznyelvi (standard) változatok: beszélt és írott köznyelv, a szépirodalom nyelve.

A francia nyelvészeti hagyományban van egy, a fentitől különböző szociolingvisztikai csoportosítás is, amely ún. nyelvi regisztereket vagy szinteket állapít meg egy többé-kevésbé informális és spontán → többé-kevésbé formális és kidolgozott skálán. Colette Stourdzé francia nyelvész szerint az alábbi regiszterek léteznek, éles határ nélkül két szomszédos regiszter között:
népi → fesztelen → szokásos (beszélt → írott) → választékos → irodalmi
A fesztelen, a szokásos és a választékos a fő regiszterek. Egyazon beszélő is bírhatja és használhatja mindegyiküket, ha megvan az elégséges iskolázottsági szintje a másodikhoz és főleg a harmadikhoz. A különböző regisztereket használva tud megfelelően viselkedni különböző beszédhelyzetekben, ha például ismer regiszterek szerinti szinonimákat, olyanokat, mint piás, részeg és ittas, vagy hülye, buta és ostoba. Hasonló nézet van meg az angol nyelvvel foglalkozó nyelvészetben is.
A szinkrón lexikológia egyes nehézségekkel küzd, ugyanis a fonológia és a grammatika által szolgáltatott szerkezeti modellek nehezen alkalmazhatóknak bizonyulnak a lexikológiában a lexikális viszonyok nagyon jelentős összetettsége miatt, annál is inkább, mivel a lexikológia alapvető fogalmai, a szó és a jelentés meghatározása a mai napig is vitatott.

### A frazeológia
A lexikológia részeként tenkinthető egy nála még fiatalabb tudományág, a frazeológia. Ez a hagyományosan állandósult szókapcsolatoknak, újabban frazeológiai egységeknek, frazémáknak vagy frazeologizmusoknak nevezett többé-kevésbé kötött szókapcsolatok tanulmányozásával foglalkozik.

## A lexikológia diakrón nézetben
Diakrón, azaz történeti nézetben a lexikológia a szavak eredetét, a szókészlet mennyiségi és minőségi, azaz jelentésbeli és hangalaki változásait, a szavak születését és pusztulását stb. vizsgálja. Nem választható szét a szinkrón jellegétől, mivel megállapítja például azt, hogy a nyelv aktuális állapotában mely szavak ősi, alapnyelviek (például a magyar nyelv esetében), illetve más alapnyelvből örököltek (pl. az újlatin nyelvek esetében), melyek belső keletkezésűek, melyek jövevényszavak és melyek idegen szavak. A diakróniához tartozik viszont annak megállapítása, hogy mikor keletkezett egy szó, vagy mikor került a nyelvbe egy jövevényszó.
A lexikológia diakrón aspektusához tartozik annak vizsgálata is, ahogyan a szókészlet változik a szavak elöregedésével és pusztulásával, illetve születésével és elterjedésével. Ebből a szempontból a nyelv aktuális állapotában vannak archaizmusok, azaz elhalófélben levő szavak, illetve neologizmusok, vagyis újonnan keletkezett vagy újonnan a nyelvbe került szavak.
Ugyancsak időben történik a szavak nyelvváltozatok, regiszterek közötti mozgása. Általános jelenség például az, hogy egyes szavak, amelyek egy bizonyos időszakban csak a szlengben éltek, később a fesztelen regiszterbe kerültek. Ilyenek a magyarban a cucc, csencsel, frász, kaja, lóg, snassz stb. szavak. Egy másik hasonló jelenség a szépirodalom nyelvének a változása a szleng és az ifjúsági nyelvek hatása alatt.

### Az etimológia
A lexikológia kimondottan diakrón jellegű ága az etimológia vagy szófejtés, amely a szavak történetével, azaz eredetével és a nyelv aktuális állapotáig való fejlődésével, jelentésük változásaival foglalkozik. Szoros kapcsolat van közötte és a történelem, valamint a művelődéstörténet között, melyek segítenek a szavak keletkezésének és történetének megvilágításában. Ugyanakkor az etimológia segít egy-egy nép, népcsoport, ország vagy tájék művelődésének a megértésében.